# Liste der Biografien/Delp
Liste der Biografien |
Portal Biografien |
Personensuche
# |
A |
B |
C |
D |
E |
F |
G |
H |
I |
J |
K |
L |
M |
N |
O |
P |
Q |
R |
S |
T |
U |
V |
W |
X |
Y |
Z |
?
 
Da |
Db |
Dc |
Dd |
De |
Dg |
Dh |
Di |
Dj |
Dk |
Dl |
Dm |
Dn |
Do |
Dq |
Dr |
Ds |
Du |
Dv |
Dw |
Dy |
Dz
 
De A |
De B |
De C |
De D |
De E |
De F |
De G |
De H |
De J |
De K |
De L |
De M |
De N |
De P |
De Q |
De R |
De S |
De T |
De V |
De W |
De Y |
De Z 

Dea |
Deb |
Dec |
Ded |
Dee |
Def |
Deg |
Deh |
Dei |
Dej |
Dek |
Del |
Dem |
Den |
Deo |
Dep |
Deq |
Der |
Des |
Det |
Deu |
Dev |
Dew |
Dex |
Dey |
Dez
 
Dela |
Delb |
Delc |
Deld |
Dele |
Delf |
Delg |
Delh |
Deli |
Delj |
Delk |
Dell |
Delm |
Deln |
Delo |
Delp |
Delr |
Dels |
Delt |
Delu |
Delv |
Delw |
Dely |
Delz
Die Liste der Biografien führt alle Personen auf, die in der deutschsprachigen Wikipedia einen Artikel haben. Dieses ist eine Teilliste mit 47 Einträgen von Personen, deren Namen mit den Buchstaben „Delp“ beginnt.

## Delp
- Delp, Alfred (1907–1945), deutscher Jesuit und Widerstandskämpfer
- Delp, Andreas (* 1964), deutscher Brigadegeneral
- Delp, Brad (1951–2007), US-amerikanischer Musiker, Sänger der Rockband Boston
- Delp, Ellen (1890–1990), deutsche Schriftstellerin und Schauspielerin
- Delp, Heinrich (1878–1945), deutscher Politiker
- Delp, Ludwig (1921–2010), deutscher Jurist

### Delpe
- Delpech, Jacques Mathieu (1777–1832), französischer Mediziner, Chirurg und Orthopäde
- Delpech, Jean-Luc (* 1979), französischer Radrennfahrer
- Delpech, Jean-Philippe (* 1967), französischer Fußballspieler und -trainer
- Delpech, Michel (1946–2016), französischer Chansonnier
- Delperée, Emile (1850–1896), belgischer Genre- und Historienmaler sowie Kunstpädagoge
- Delpérée, Francis (* 1942), belgischer Rechtswissenschaftler und Politiker
- Delpero, Maura (* 1975), italienische Filmregisseurin, Filmproduzentin und DrehbuchautorinMaura Delpero (* 1975)

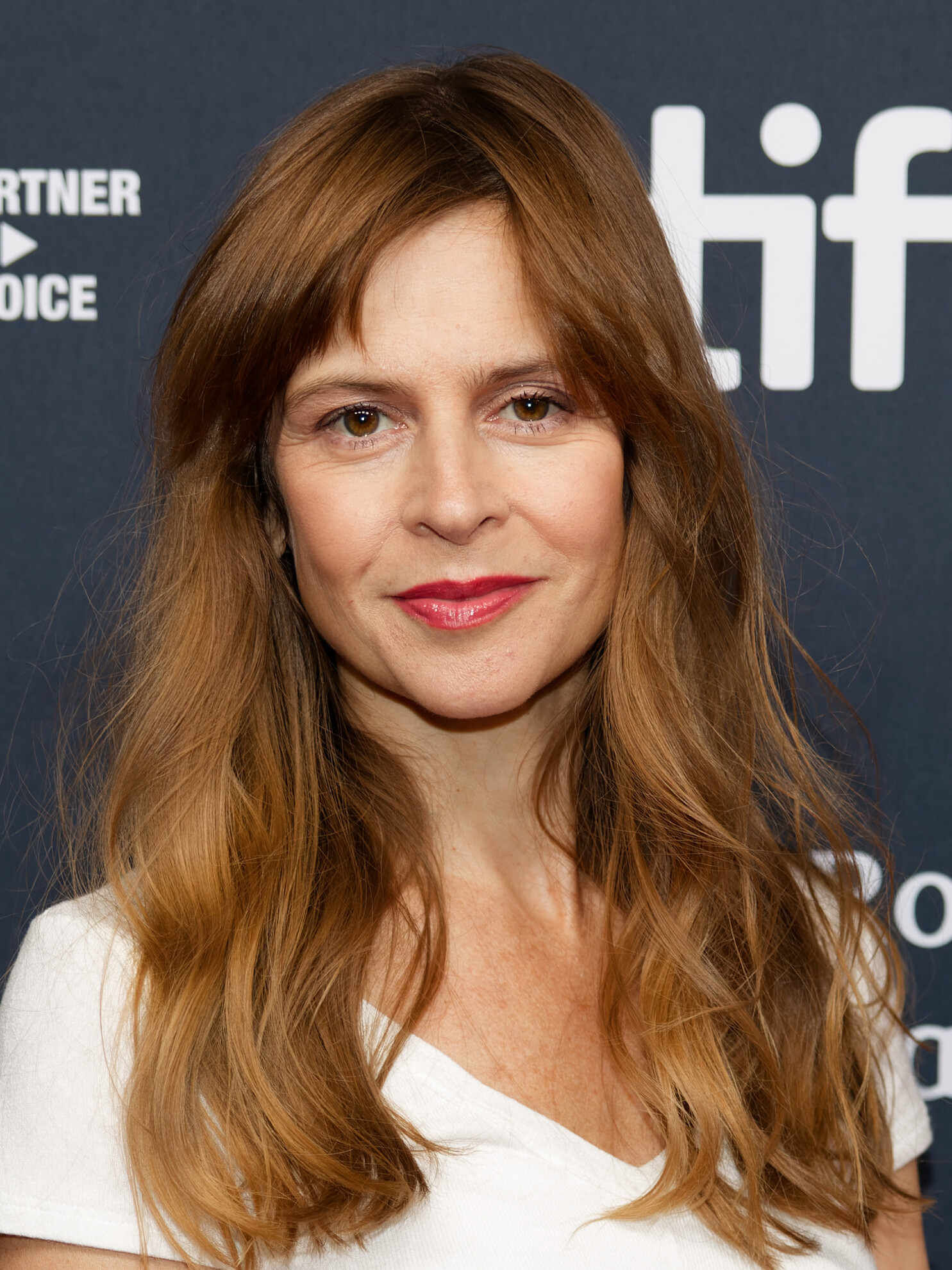
Maura Delpero (* 1975)

- Delpeut, Peter (* 1956), niederländischer Filmregisseur, Drehbuchautor und Schriftsteller

### Delph
- Delph, Dorothea († 1808), „mütterliche Freundin“ Goethes
- Delph, Fabian (* 1989), englischer Fußballspieler
- Delph, Lynda F. (* 1957), US-amerikanische Evolutionsbiologin und Pflanzenreproduktionsbiologin
- Delphaut, Edmond (1891–1957), französischer Bildhauer und Maler
- Delphine von Belgien (* 1968), belgische Künstlerin
- Delphine, Belle (* 1999), britisches E-Girl, Model und WebvideoproduzentinBelle Delphine (* 1999)

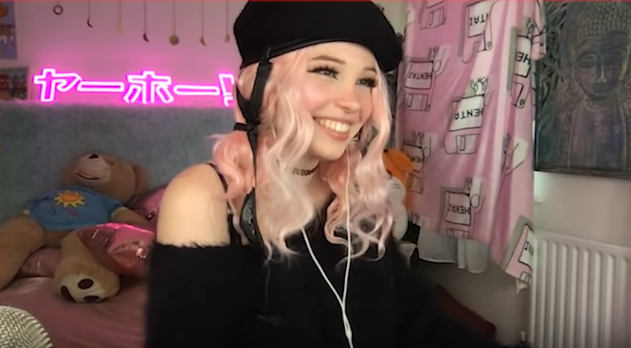
Belle Delphine (* 1999)

- Delphinus von Bordeaux, Bischof von Bordeaux, Heiliger
- Delphy, Christine (* 1941), französische Soziologin

### Delpi
- Delpierre, Matthieu (* 1981), französischer Fußballspieler
- Delpini, Mario (* 1951), italienischer Geistlicher, Erzbischof von Mailand
- Delpino Canales, Héctor (* 1938), chilenischer Pianist, Komponist und Musikpädagoge
- Delpino, Federico (1833–1905), italienischer Botaniker
- Delpit, Albert (1849–1893), französischer Roman- und Bühnendichter
- Delpit, Grant (* 1998), US-amerikanischer American-Football-Spieler

### Delpl
- Delpla, Frédéric (* 1964), französischer Degenfechter
- Delplanck, Maurice, belgischer Ruderer
- Delplanque, Victor (1881–1944), französischer Kämpfer in der Résistance

### Delpo
- d’Elpons, Friedrich Wilhelm († 1831), preußischer Offizier und Schriftsteller
- Delpons, Johann Peter von (1732–1807), preußischer Oberst, Chef eines Freibataillons
- Delpopolo, Nick (* 1989), amerikanischer Judoka
- Delporte, Charles (1893–1960), belgischer Fechter
- Delporte, Charles (1914–1940), französischer Ringer
- Delporte, Eugène (1882–1955), belgischer Astronom
- Delporte, Henri (1920–2002), französischer Prähistoriker
- Delporte, Ludovic (* 1980), französischer Fußballspieler
- Delporte, Yvan (1928–2007), belgischer Comicautor

### Delpr
- Delprat, Hélène (* 1957), französische bildende Künstlerin, Videokünstlerin und Bühnenbildnerin

### Delpy
- Delpy, Albert (* 1941), französischer Schauspieler und Autor
- Delpy, Egbert (1876–1951), deutscher Zeitungsredakteur, Schriftsteller und Kunstkritiker
- Delpy, Gaspard (1888–1952), französischer Romanist und Hispanist
- Delpy, Gustav (1854–1921), deutscher Redakteur, Schriftsteller, Musiktexter
- Delpy, Hedwig (1881–1967), Schweizer Apothekerin
- Delpy, Julie (* 1969), französisch-US-amerikanische Schauspielerin, Regisseurin, DrehbuchautorinJulie Delpy (* 1969)

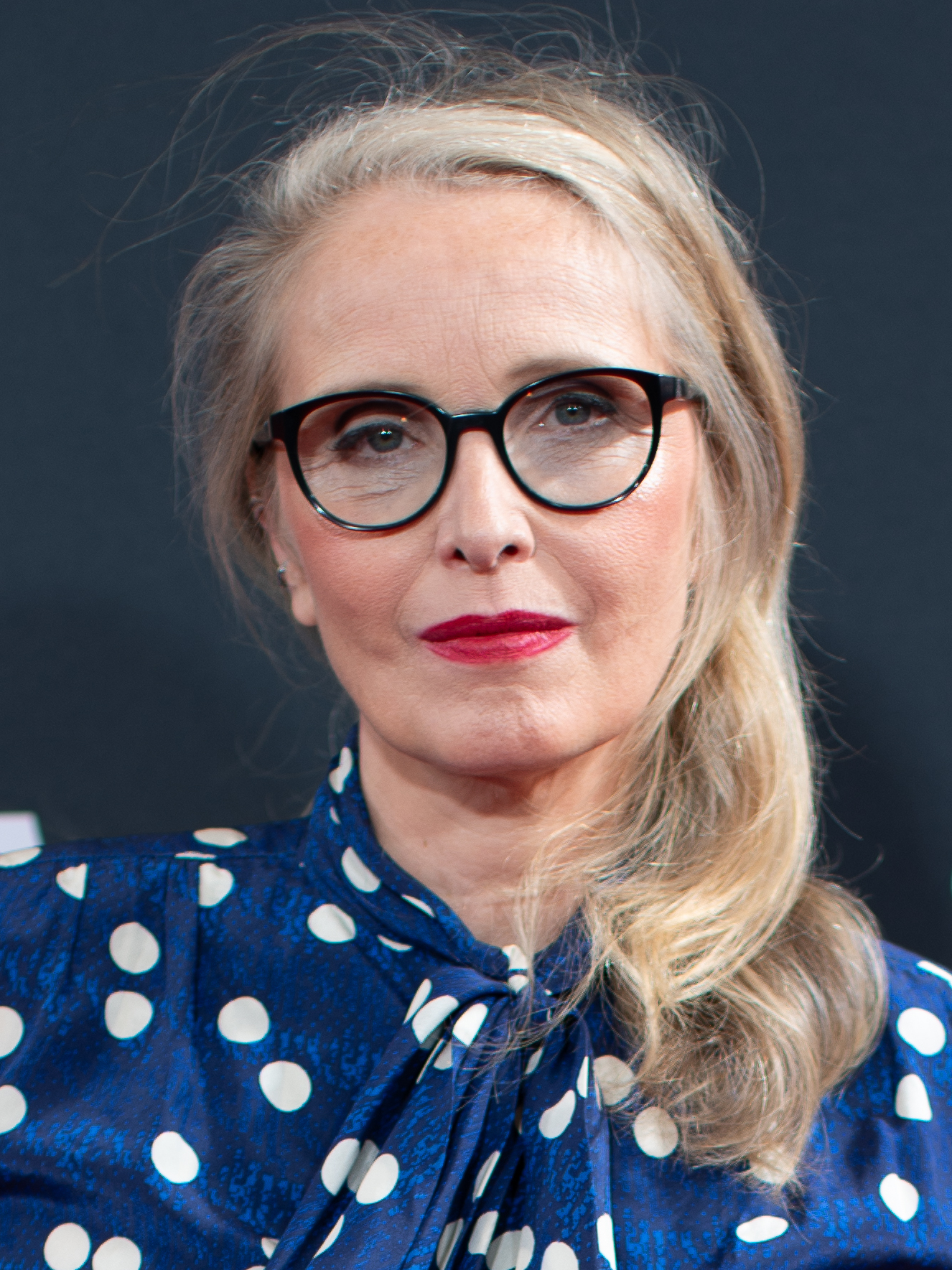
Julie Delpy (* 1969)